# Bryum subpercurrente
Bryum subpercurrente är en bladmossart som beskrevs av Thériot 1930. Bryum subpercurrente ingår i släktet bryummossor, och familjen Bryaceae. Inga underarter finns listade i Catalogue of Life.